# Petare (Venezuela)
Pour les articles homonymes, voir Petare.
Petare est le chef-lieu de la municipalité de Sucre dans l'État de Miranda au Venezuela. En 2001, la population de la municipalité s'élève à 546 766 habitants.

## Histoire
La ville est fondée le 17 février 1621.

## Personnalités liées
- Freddy Ñáñez, poète, musicien et homme politique, deux fois ministre.

## Articles liés
- Affaire de Petare